# Bund Chilenischer Burschenschaften
El Bund Chilenischer Burschenschaften (alemán: Confederación de las Burschenschaften Chilenas) es una confederación de asociaciones estudiantiles chileno-alemanas fundada en 1966. Las Burschenschaften son una forma de Studentenverbindungen (confederaciones estudiantiles alemanas) y existen en Alemania desde 1815. 
En Chile hay Burschenschaften desde 1896, cuando la Burschenschaft Araucania fue fundada en Santiago. El profesor alemán Max Westenhofer describe en sus memorias las asociaciones estudiantiles de los descendientes de los alemanes que se mantenían a principio de siglo. Una Burschenschaft reúne a estudiantes y egresados universitarios que preservan la cultura y el idioma alemán, en su gran mayoría son alemanes étnicos de nacionalidad chilena. Hoy existen cinco Burschenschaften chilenas en las ciudades de:
- Santiago: Burschenschaft Araucania y Burschenschaft Andinia
- Concepción: Burschenschaft Montania
- Valparaíso: Burschenschaft Ripuaria
- Valdivia: Burschenschaft Vulkania